# Frank J. Malina Astronautics Medal
La Franck J. Malina Astronautics Medal è un'onorificenza consegnata ogni anno al Congresso dell'International Astronautical Federation.

## Storia
La Franck J. Malina Astronautics Medal è stata assegnata, a partire dal 1986, ad un docente che abbia dimostrato eccellenza nel trarre il massimo vantaggio dalle risorse disponibili a lui/lei per promuovere lo studio dell'astronautica e delle scienze spaziali correlate.
Il Franck J. Malina Award è costituito da una medaglia commemorativa di Malina e un certificato, consegnate al banchetto ufficiale dell'International Astronautical Federation Awards. Il premio è finanziato dalla Aerojet-General Corporation e la medaglia è realizzata dall'American Institute of Aeronautics and Astronautics (AIAA).